# Passero (araldica)
In araldica il passero è assunto come simbolo di virilità, di fecondità e di amore fecondo di figli perché si riteneva che il passero potesse accoppiarsi con la femmina anche sette volte al giorno. Per questo si consigliava di mangiarne le carni o berne le uova per rinvigorire la forza virile; fu dedicato a Venere e alla Notte.

Nel 4º quarto, d'azzurro, al passero di rosso, posto in profilo (stemma di Figino Serenza)
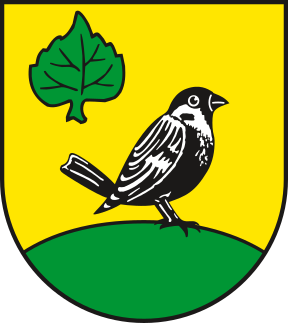
Passero rivoltato di nero (Ackendorf, Germania)